# Казанбаев, Оразгали
Оразгали Казанбаев (каз. Оразғали Қазанбаев; 1903 год, аул Орда, Семипалатинская область — 4 сентября 1981 года) — председатель колхоза «Саргорык» Абайского района Семипалатинской области, Казахская ССР. Герой Социалистического Труда (1948).
Родился в 1903 году в крестьянской семье в ауле Орда Семипалатинской области. В 1930 году вступил в местный колхоз. В 1933 году назначен председателем сельскохозяйственной артели «Пшеница». Участвовал в Великой Отечественной войне. Получил ранение на фронте. После излечения в госпитале демобилизовался и возвратился в Казахстан.
С 1944 по 1957 года — председатель колхоза «Саргорык» Абайского района. Вывел колхоз в передовые сельскохозяйственные предприятия Абайского района. В 1947 году в колхозе было выращено 106 телят, в среднем по 122 ягнят от каждой сотни овцематок. Поголовье колхозного табуна увеличилось на 102%. За выдающиеся успехи, достигнутые в развитии животноводства удостоен звания Героя Социалистического Труда указом Президиума Верховного Совета СССР от 23 июля 1948 года c вручением ордена Ленина и золотой медали «Серп и Молот».
Скончался в 1981 году.